# Stanisław Szuber
Stanisław Józef Szuber (ur. 20 listopada 1891 w Sanoku, zm. 8 lutego 1930 w Krzemieńcu) – major piechoty Wojska Polskiego. 

## Życiorys
Urodził się 30 października lub 20 listopada 1891 w Sanoku, ówczesnym mieście powiatowym Królestwa Galicji i Lodomerii. Był synem Józefa (woźny C. K. Dyrekcji Skarbu w Sanoku). W 1910 złożył maturę w c. k. Gimnazjum w Sanoku. 
W czasie I wojny światowej walczył w szeregach c. i k. Pułku Piechoty Nr 84. Na stopień porucznika został mianowany ze starszeństwem z 1 stycznia 1916 w korpusie oficerów rezerwy piechoty. Później został przemianowany na oficera zawodowego w stopniu porucznika. Na stopień nadporucznika został mianowany ze starszeństwem z 1 listopada 1917 w korpusie oficerów piechoty. Po rozpadzie Monarchii Austro-Węgierskiej służył we Włoszech w Pułku Piechoty im. Zawiszy Czarnego, a po wcieleniu tego oddziału do Armii Polskiej we Włoszech w 19 Pułku Strzelców Polskich, który później został przemianowany na 4 Pułk Strzelców Podhalańskich. Po przybyciu jednostki do Skierniewic „położył wielkie zasługi w pracy nad bojowym wyszkoleniem pułku”. Od 26 września 1919 do 9 sierpnia 1920 walczył na wojnie z bolszewikami. Wziął udział we wszyskich bitwach pułku dowodząc kompanią, a następnie batalionem.
Po zakończeniu działań wojennych pozostał w wojsku jako oficer zawodowy i kontynuował służbę w 4 psp w Cieszynie m.in. na stanowisku dowódcy I batalionu. 3 maja 1922 został zweryfikowany w stopniu kapitana ze starszeństwem z 1 czerwca 1919 i 758. lokatą w korpusie oficerów piechoty. W 1923 pełnił obowiązki komendanta kadry batalionu zapasowego 4 psp w Bielsku, a w 1924 adiutanta pułku. 3 maja 1926 został mianowany majorem ze starszeństwem z 1 lipca 1925 i 75. lokatą w korpusie oficerów piechoty. We wrześniu tego roku został wyznaczony na stanowisko kwatermistrza. W listopadzie 1927 został przeniesiony do 22 Pułku Piechoty w Siedlcach na stanowisko dowódcy II batalionu. W marcu 1929 został przeniesiony do Powiatowej Komendy Uzupełnień Krzemieniec na stanowisko pełniącego obowiązki kierownika I referatu administracji rezerw. Zmarł 8 lutego 1930 w Krzemieńcu.

## Ordery i odznaczenia
- Złoty Krzyż Zasługi – 10 listopada 1928[25]
- Medal Niepodległości – pośmiertnie 10 grudnia 1931 „za pracę w dziele odzyskania niepodległości”[26][27][28]

austro-węgierskie
- Srebrny Medal Zasługi Wojskowej z mieczami na wstążce Krzyża Zasługi Wojskowej[8]
- Brązowy Medal Zasługi Wojskowej na wstążce Krzyża Zasługi Wojskowej[8]
- Złoty Krzyż Zasługi Cywilnej na wstążce Medalu Waleczności[8]
- Brązowy Medal Waleczności[8]
- Krzyż Wojskowy Karola[8]

Był przedstawiony do odznaczenia Orderem Virtuti Militari.